# Anaga boszorkányai

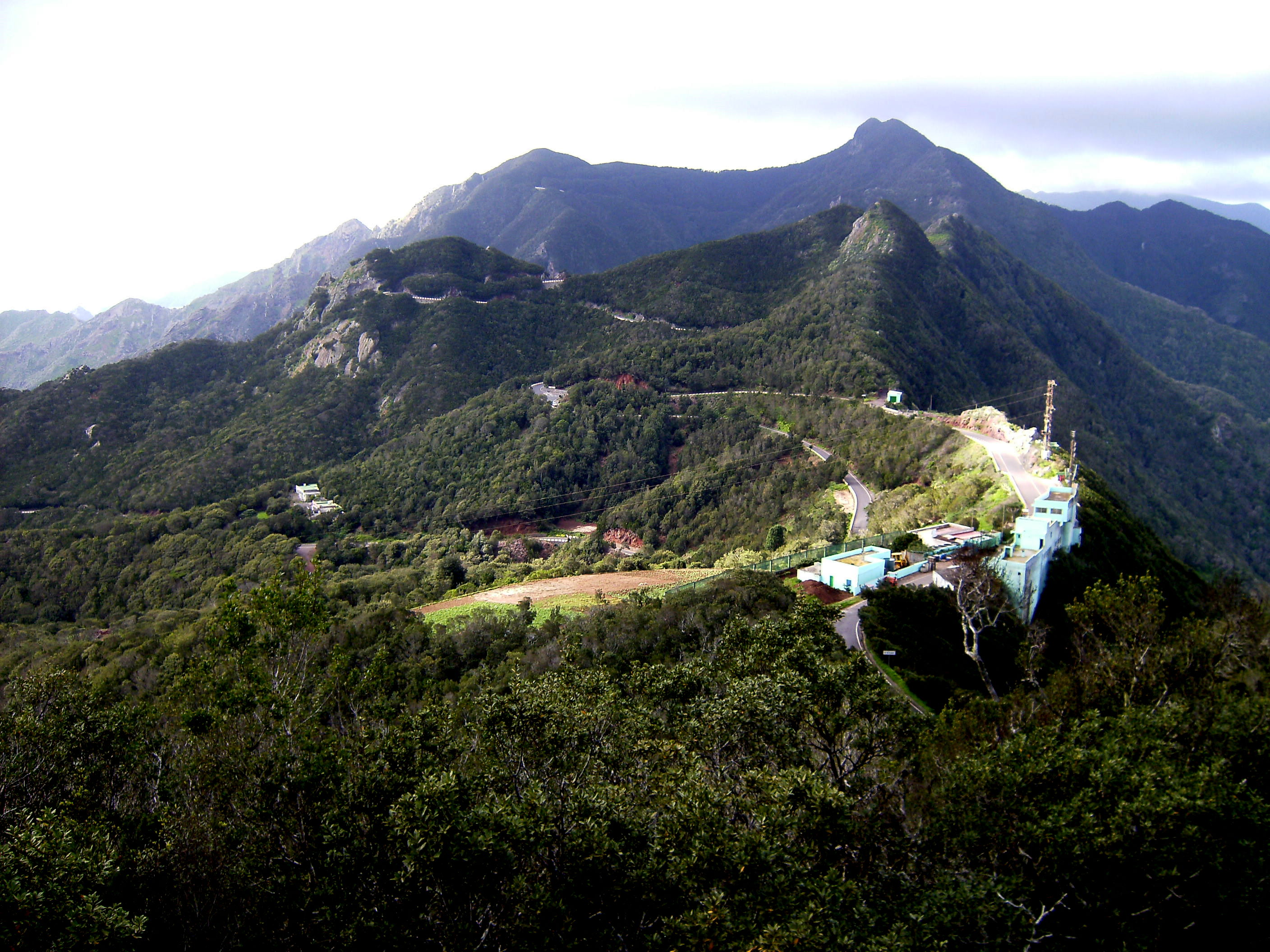
El Bailadero. Macizo de Anaga.

Anaga boszorkányai népszerű legenda a Macizo de Anaga régióban (Tenerife, Kanári-szigetek).
A hegyen van egy „El Bailadero” nevű hely, ahol a hiedelmek szerint Anaga boszorkányai gyakorolták bűbájaikat és egy máglya körül táncoltak. A szertartás részeként a boszorkányok a partra mentek, a vízbe vetették magukat és meztelenül úsztak. Ez a hely a hegyekben, San Andrés és Taganana városok közt fekszik.

Idővel a kelet-európai vámpírtörténetek hatására már azt gondolták, hogy ezek a boszorkányok a bölcsőjükben fekvő újszülöttek vérét szívták.
Egy elmélet szerint e legenda eredete a sziget őslakóinak pogány rítusaira vezethető vissza, amelyeket a kereszténység később boszorkányságnak minősített.